# Javier Sardà
Francisco Javier Sardà Tamaro (Barcellona, 16 aprile 1958) è un giornalista, conduttore radiofonico e conduttore televisivo spagnolo.

## Biografia
Iniziò la sua carriera come cronista musicale pubblicando i suoi articoli su diversi giornali spagnoli come Catalunya Express, Avui, El Noticiero o Mundo Diario. A 19 anni iniziò a lavorare a Radio Nacional de España a Barcellona, dove nel 1989 viene nominato capo programmazione.
Nel corso della sua carriera ha alternato la conduzione di programmi radiofonici a quelli televisivi; la sua carriera sul piccolo schermo cominciò nel 1990 con la conduzione di Juego de niños trasmesso dalla rete TV3, successivamente condusse i programmi Olé tus vídeos, Tot per l'audiència, Sembla mentida, Todos somos humanos e Moros y cristianos, tuttavia il suo programma più famoso resta Crónicas marcianas trasmesso da Telecinco dal 1997 al 2005 che è stato uno dei programmi più seguiti in assoluto della notte televisiva spagnola e che lo ha definitivamente consacrato come uno dei presentatori spagnoli più amati. 
Nel 2007 e nel 2008 presenta su Telecinco il programma di viaggi Dutifrí dove commentava e mostrava la cultura e le usanze di varie nazioni in tono pseudo-documentaristico e con un pizzico di umorismo, il programma tuttavia ebbe solo due edizioni in quanto successivamente Sardà cominciò a preparare il suo ritorno al genere dei "late show" su Telecinco, progetto che tuttavia non andrà mai in porto.
Il 17 aprile 2009 comincia a presentare "la tribu", talk show che andava in onda il venerdì nel prime time di Telecinco, programma che non ebbe molta fortuna e venne cancellato il 26 maggio del medesimo anno
Per il programma Crónicas Marcianas, Javier Sardà ha ricevuto il premio Antena de Oro nel 1997, il premio della Academia de Televisión nel 1999 come miglior conduttore di un programma di intrattenimento e il TP de Oro nel 1997, 1998, 2002 e 2003.

### Vita privata
Sua sorella era la giornalista Rosa Maria Sardà.